# Agriades ernervis
Agriades ernervis är en fjärilsart som beskrevs av Ruggero Verity 1926. Agriades ernervis ingår i släktet Agriades och familjen juvelvingar. Inga underarter finns listade i Catalogue of Life.